# Mendoncia killipii
Mendoncia killipii är en akantusväxtart som beskrevs av Emery Clarence Leonard. Mendoncia killipii ingår i släktet Mendoncia och familjen akantusväxter. Inga underarter finns listade i Catalogue of Life.